# Pedro de Sotomayor (procurador)
Pedro de Sotomayor o Pedro de Córdoba y Sotomayor (Madrid, finales siglo XV-Medina del Campo, 13 de octubre de 1522), fue un hidalgo de la villa de Madrid, procurador por el brazo de los caballeros ante la Santa Junta en Tordesillas, en 1520 y comunero.

## Historia
Pedro de Sotomayor, hijo mayor de Pedro de Córdoba y de Francisca de Sotomayor, pertenecía a una antigua familia de Madrid. Su abuelo, Juan de Córdoba y su padre, habían sido ya alcaides de la fortaleza de El Pardo, en las cercanías de Madrid. Después de la muerte de su padre en 1503, heredó el cargo, vinculado a los reyes de Castilla. Igualmente, era un contino perteneciente a los guardas de Castilla.
La Santa Junta comenzó sus reuniones el 1 de agosto de 1520 en la ciudad de Ávila, donde elaboraron el proyecto reformador de la Ley Perpetua, que enfrentaba gravemente con el rey Carlos I, a la sazón en Worms, donde esperaba para coronarse emperador del Sacro Imperio Romano Germánico. En el mes de septiembre, la Santa Junta decidió trasladarse a Tordesillas, residencia de la reina Juana. La carta fundadora de la "escritura de confederación y hermandad" del 25 de septiembre de 1520 fue jurada inicialmente por los representantes de Burgos, León, Soria, Salamanca, Zamora, Cuenca, Madrid, Toro, Ávila, Segovia, Valladolid y Toledo, enviando cada una dos o más procuradores. Por Madrid fueron enviados, además de Pedro, el pañero Diego de Madrid y el regidor Pedro de Losada.
Cuando las fuerzas realistas toman Tordesillas al mando del conde de Haro el 5 de diciembre de 1520, Pedro de Sotomayor es apresado y encarcelado hasta su ejecución, cortándole la cabeza, en Medina del Campo, el 13 de octubre de 1522, días antes de que el ya emperador promulgara el perdón general a los castellanos.
Como consecuencia, los bienes patrimoniales de Pedro fueron confiscados por la Corona y comprados por el prestamista judío y tesorero Alonso Gutiérrez. Entre sus pertenencias estaba una suntuosa casa en Madrid, cerca de la Iglesia de San Martín, parte hoy día del actual edificio del Monasterio de las Descalzas Reales. Además de otras casas menores, también era propietario de la Heredad de Zarzuela que incluía la explotación agropecuaria del monte, dehesas y huertas, situada al lado del cazadero real de El Pardo.